# Quebecer
Quebecer (französisch Québécois [männliche Form] oder Québécoise [weibliche Form], englisch Quebecer oder Quebecker) nennt man die 7,5 Millionen Bewohner der kanadischen Provinz Québec. 82 % der Quebecer sind frankophon, 7,9 % sind anglophon und 10,1 % sind allophon, d. h. ihre Muttersprache ist keine der beiden kanadischen Amtssprachen Englisch und Französisch. Die meisten frankophonen Quebecer sprechen Quebecer Französisch. Das Englisch der meisten anglophonen Quebecer ist eine Variante des kanadischen Englisch, deren Besonderheit in der Übernahme einiger Gallizismen wie autoroute für expressway liegt. Andere in Quebec gesprochene Sprachen sind bspw. Jiddisch, Spanisch, Arabisch, Italienisch oder Chinesisch.
Für einige frankophone Bewohner der Provinz Quebec dient der Ausdruck Québécois auch als ethnische Selbstbezeichnung, der sie von den (anglophonen) Kanadiern abgrenzen soll. In den Diskussionen um die mögliche Unabhängigkeit Quebecs spielt die Frage, inwieweit die anglophonen und allophonen Quebecer in die Quebecer Identität einbezogen werden, eine zentrale Rolle. In den Anfangsjahren des Souveränismus war eine ethnische Definition des Ausdrucks Quebecer weit verbreitet, die sich auf die alteingesessene frankophone Bevölkerung beschränkte. In den letzten Jahren gewann eine territoriale Definition von Quebecer in der frankophonen Bevölkerung an Bedeutung, die frankophone, anglophone und allophone Quebecer umfasst.
Die frankophonen Quebecer sind Nachfahren der französischen Siedler des 17. Jahrhunderts oder von anderen Einwanderern, die im Laufe der Zeit nach Quebec gekommen sind (Iren, Araber, Haitianer etc.). Die französischen Siedler, die sich im Sankt-Lorenz-Strom-Tal niedergelassen haben, nannten sich zunächst Kanadier (Canadiens), ab der Mitte des 19. Jahrhunderts französische Kanadier (Canadiens français) und seit der Stillen Revolution Quebecer. Die neue ethnische Definition als Quebecer schließt die frankophonen Bevölkerungen Ontarios und der westlichen Provinzen, die sich ebenfalls als Französische Kanadier betrachteten, nicht mehr ein.
In den Volkszählungen von Statistique Canada bezeichnet sich der überwältigende Teil der Quebecer ethnisch als Kanadier, wobei in den Fragebögen Québécois nicht als mögliche ethnische Selbstbezeichnung aufgeführt wird.
Im kanadischen Englisch bezieht sich der Ausdruck Quebecer oder Quebecker meist auf die gesamte Bevölkerung der Provinz, während der Ausdruck Québécois (auf Französisch im englischen Text) nur die frankophone Bevölkerung Quebecs französisch-kanadischer Abstammung bezeichnet.